# Карачарово (исторический район, Москва)
Это статья про исторический район Москвы. Про бывшее село, располагавшееся на территории Москвы, см. Карачарово (бывшее село, Москва).
Карача́рово — исторический район на востоке Москвы на территории Нижегородского района, в состав которого входит территория бывшего села Карачарово, а также посёлков Фрезер, Кавказ, Старого и Нового Карачаровского посёлка.

## Границы
Село Карачарово располагалось южнее нынешней платформы «Карачарово» по обе стороны от современного Рязанского проспекта. Энциклопедия «Москва» также определяет Карачарово как «местность, расположенную к югу от одноимённой платформы». Но сейчас обычно под Карачаровом понимают также треугольник к северу от платформы «Карачарово», образованный тремя линиями железных дорог: Малым кольцом Московской железной дороги, Казанским и Горьковским направлениями МЖД, — ведь именно там располагается конечная автобусная станция «Карачарово», а также 1-я, 2-я и 3-я Карачаровские улицы и Карачаровское шоссе.
Нынешнее Карачарово — крупный промышленный район, часть огромной промзоны юго-востока столицы. История Карачарово тесно связана с такими предприятиями, как «Карачаровский механический завод», завод «Фрезер», завод «Станкоагрегат», «Московский (Перовский) локомотиворемонтный завод».

## История

### Село Карачарово
Карачарово — это древнее село, известное с XVI века. В 1773—1776 годах здесь была выстроена каменная церковь во имя Живоначальной Троицы, которая сохранилась до нашего времени (Рязанский проспект, 3).

### Рост промышленности
Ещё в 1901 году неподалёку от села Карачарово были основаны «Перовские вагонные мастерские» (позже это «Московский локомотиворемонтный завод»), ставшие впоследствии одним из основных промышленных предприятий района (Перовское шоссе, 43).
После гражданской войны и послевоенной разрухи советским правительством был принят курс на коллективизацию и индустриализацию. Первая пятилетка и коллективизация сельского хозяйства в корне изменила жизнь карачаровцев. В конце 1929 года в селе возник колхоз «Красная Победа». Правда, просуществовать ему удалось лишь до 1931 года. В связи с проведением программы индустриализации для строительства заводов и фабрик понадобились земли, и земельные угодья колхоза «Красная Победа» были отведены под строительство промышленных объектов. Первыми в Карачарове строятся завод «Фрезер» (позднее «Энергофрезер»), специализирующийся на производстве металлорежущего инструмента, и завод «Стальмост» (ныне — завод «Станкоагрегат»). Земля отводилась не только под заводы, но и под заводские жилые дома, помещения для строителей. В 1938 году в начале нынешнего Перовского шоссе была организована складская база «Карачарово», ныне являющаяяся частью системы «Главснаб».

### В составе Перова и Москвы
В 1931 году территория Карачаровского поля с заводом «Стальмост» и строящимся заводом «Фрезер», к северу от железной дороги, была включена в состав Москвы (постановление Президиума Моссовета от 22 марта 1931 г.)
В 1938 году само село Карачарово, располагавшееся южнее железной дороги, вошло в черту подмосковного города Перово.
В 1948 году было принято решение о создании в Карачарове мастерских, поставляющих металлоконструкции для строящегося высотного здания МГУ. Шпиль со звездой на здании МГУ, а также первые лифты Московского Университета были построены в этих мастерских, в 1950 году получивших название «Карачаровский механический завод» (КМЗ). Металлоконструкции из стали и алюминия, изготовленные на заводе, использовались при строительстве и отделке таких уникальных зданий, как: Кремлёвский дворец съездов, Останкинский телецентр, цирк на проспекте Вернадского, кинотеатры «Пушкинский», «Октябрь», «Мир», Третьяковская галерея, мемориал на Поклонной горе, чаша для олимпийского огня, установленная на стадионе «Лужники» к Олимпиаде-80, — также изготовлены на КМЗ. Сейчас это предприятие является самым большим в Карачарове. Оно специализируется на создании промышленных подъёмных сооружений и лифтов. На заводе действует музей .
8 мая 1950 года в бывшем Старом и Новом Карачаровском посёлках (к северу от железной дороги) три улицы были названы по расположенному рядом селу Карачарово: 1-я, 2-я и 3-я Карачаровские улицы.
С 1955 по 1965 годы была произведена кардинальная замена устаревшего жилого фонда — вместо бараков строились пятиэтажки, а затем и более высотные дома.
В 1960 году село Карачарово вместе с городом Перово вошло в черту Москвы.
В середине 1960-х был построен деревообрабатывающий комбинат — ДОК-3 (1-я Карачаровская улица, 8-10).
В 1961 году на шоссе Фрезер был также построен так называемый «дальний корпус» МГТУ Станкин, многие выпускники которого проходили практику на заводе «Фрезер», а потом работали на различных заводах Карачарова.
В 1964 году путём объединения улицы Карачарово (главной улицы бывшего села) и Рязанского шоссе был образован Рязанский проспект.
А за 1970—1985 годы были построены: районная плодоовощная база (ЗАО «Кузьминское», Рязанский проспект, 4), аварийная база Мосводоканала (3-я Карачаровская улица, 1).
С 1978 года в результате новой административной реорганизации Карачарово входит в Волгоградский район Москвы.
С 1991 года — в состав муниципального округа (с 1995 года района) «Нижегородский» Юго-Восточного административного округа города Москвы.

## Современный период

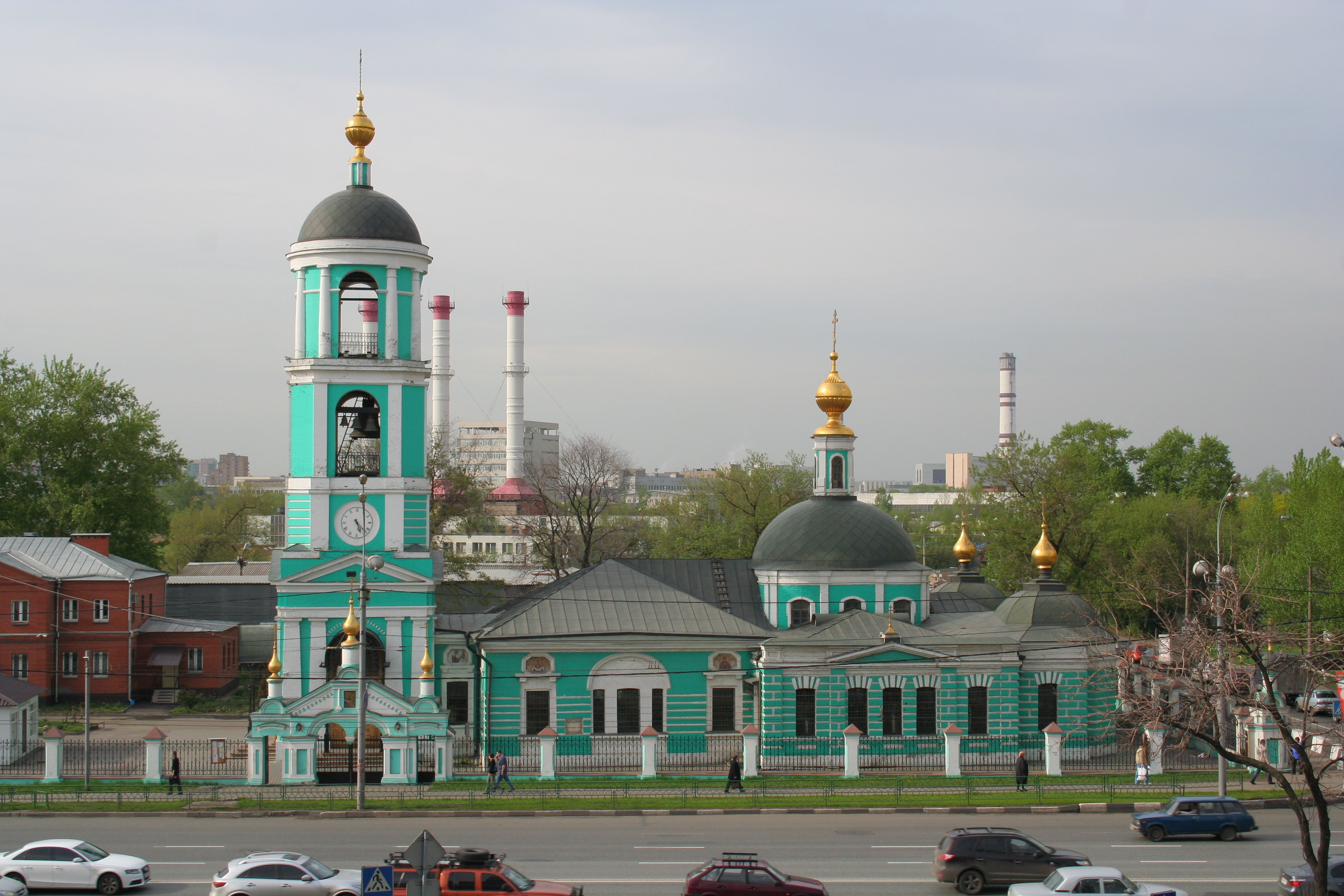
Церковь Живоначальной Троицы в Карачарове

Общий упадок промышленности начала 1990-х больно сказался на районе — завод «Фрезер» на данный момент не функционирует, завод «Станкоагрегат» потерял большое число заказов. Часть помещений сдана в аренду мелким коммерческим фирмам. Однако предприятия, связанные с производством непосредственно товаров, а не средств производства, остаются на плаву. Работает «Карачаровский механический завод» и деревообрабатывающий комбинат (ДОК-3). Также рядом с деревообрабатывающим комбинатом (ДОК-3) располагается пятое структурное подразделение Строительного колледжа №26.
Среди обширных промзон попадаются небольшие группы жилых домов. В основном, это дома, построенные для рабочих местных заводов. На шоссе Фрезер и Басовской ул. — для завода «Фрезер», на Перовском шоссе и в районе Карачаровских улиц — для завода «Станкоагрегат», на Рязанском проспекте — для «Карачаровского механического завода».
Все дома в основном 1950-70-х годов постройки, хотя есть и исключения: дом 9, корпус 3 по 3-й Карачаровской улице построен в середине 1990-х, дом 14 по Орехово-Зуевскому проезду — несколько лет назад.
В 2006 году на Рязанском проспекте (дом 2, корпус 2) был открыт торговый комплекс «Город», с гипермаркетом «Ашан»
Храм Пресвятой Троицы в Карачарове в 1990-х был возвращён церкви и сейчас действует.

### Транспортные проблемы в Карачарове
После закрытия в сентябре 2012 года Карачаровского железнодорожного переезда автомобильная связь района с остальной Москвой осуществляется только через улицу Генерала Яковлева и 5-ю Кабельную улицу, что явно недостаточно.
Особенностью современного состояния Карачарова - огромное количество грузового автотранспорта в районе. Это обусловлено наличием в районе большого числа транспортных, производственных и складских организаций. Сегодня Карачарово превратилось в одну большую "складскую территорию", для которой, как оказалось, нынешняя дорожная инфраструктура совершенно не подходит. Карачарово стало самой центральной "точкой" складирования в Москве, имея в виду её близость к центру города. Водители-дальнобойщики зачастую используют дорожную инфраструктуру района для стоянки машин.

## Транспорт

### Наземный транспорт
Район Перовского шоссе и шоссе Фрезер
Автобусы:
- 59: Карачарово  —   Андроновка —  Авиамоторная—  Электрозаводская — Электрозаводский мост
- 759: Карачарово —  Андроновка  —  Авиамоторная — Смирновская улица
- 859: Карачарово —   Андроновка  —  Авиамоторная — Центр обслуживания населения

Район Рязанского проспекта
Автобусы:
- м7 138-й квартал Выхина —  Рязанский проспект —  Нижегородская —  Таганская  /  Марксистская —  Китай-город
- м27: Карачаровский путепровод —  Нижегородская —  Таганская /  Марксистская —  Китай-город —  Лубянка —  Охотный Ряд /  Театральная —  Библиотека имени Ленина /  Арбатская —  Кутузовская /  Кутузовская —  Парк Победы
- 51: 138-й квартал Выхина —  Рязанский проспект —  Нижегородская —  Таганская
- 143: Саратовская улица —  Кузьминки —  Рязанский проспект —  Нижегородская — Хохловка
- 169: Карачаровский путепровод —  Рязанский проспект —  Выхино —  Кузьминки
- т26: Карачаровский путепровод —  Нижегородская —  Таганская —  Пролетарская —  Дубровка —  Автозаводская — Автозаводский мост
- т63: 138-й квартал Выхина —  Рязанский проспект —  Нижегородская —  Таганская

### Железнодорожный транспорт
В районе пересекаются сразу несколько железных дорог:
- Горьковское направление МЖД
  - Остановочный пункт «Нижегородская»
  - Платформа «Чухлинка»
- Казанское направление МЖД
  - Платформа «Перово»
  - Платформа «Андроновка»
- Малое Кольцо Московской Железной Дороги
  - Станции МЦК  Нижегородская и  Андроновка

## Карачарово в произведениях литературы и искусства
В поэме Венедикта Ерофеева «Москва — Петушки» в двух главах упоминается платформа «Карачарово». Притом, глава «Серп и Молот — Карачарово» состоит всего из одного предложения.

Серп и Молот — Карачарово

И немедленно выпил…

Карачарово — Чухлинка

А выпив — сами видите, как долго я морщился и сдерживал тошноту, как долго я чертыхался и сквернословил. Не то пять минут, не то семь минут, не то целую вечность — так и метался в четырех стенах, ухватив себя за горло, и умолял бога моего не обижать меня.
И до самого Карачарова, от Серпа и Молота до Карачарова мой бог не мог расслышать мою мольбу, — выпитый стакан то клубился где-то между чревом и пищеводом, то взметался вверх, то снова опадал. Это было как Везувий, Геркуланум и Помпея, как первомайский салют в столице моей страны. И я страдал и молился.

И вот только у Карачарова мой бог расслышал и внял. Все улеглось и притихло. А уж если у меня что-нибудь притихнет и уляжется, так это бесповоротно. Будьте уверены. Я уважаю природу, было бы некрасиво возвращать природе её дары… Да.
В произведении В. А. Гиляровского «Репортажи» так же упоминается село Карачарово, повреждённое смерчем 1904 года:

Стоящие передо мной люди первые встретили смерч и спаслись случайно. Все они рисуют одну и ту же картину. Впереди, откуда пришёл смерч, широкое поле, за которым верстах в трёх село Карачарово и деревня Хохловка.

Несмотря на пасмурное утро, даль видна хорошо, и можно различить разрушенные дома Карачарова и колокольню без креста: его сорвало с частью купола.

## Фотогалерея

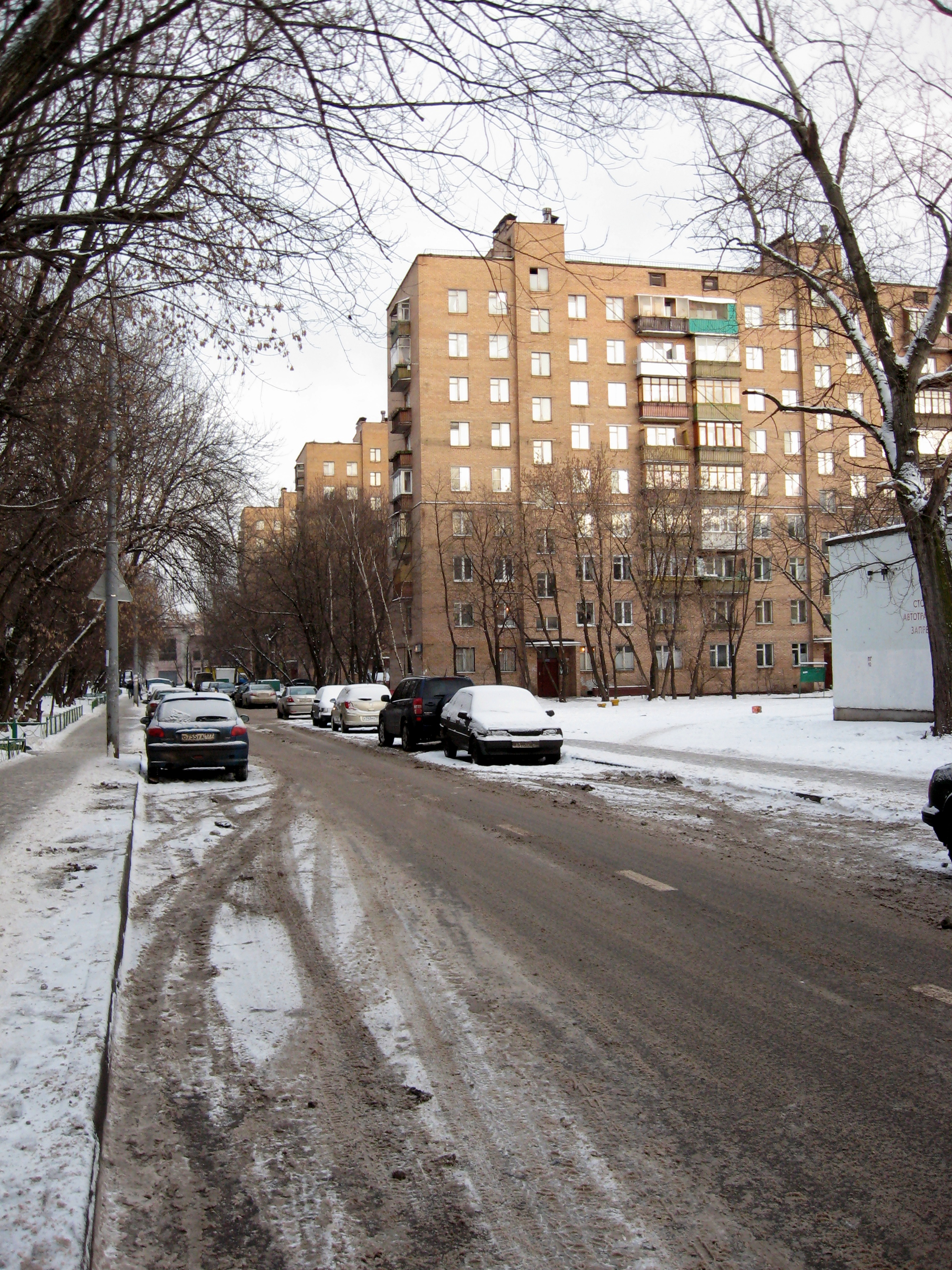
Третья Карачаровская улица
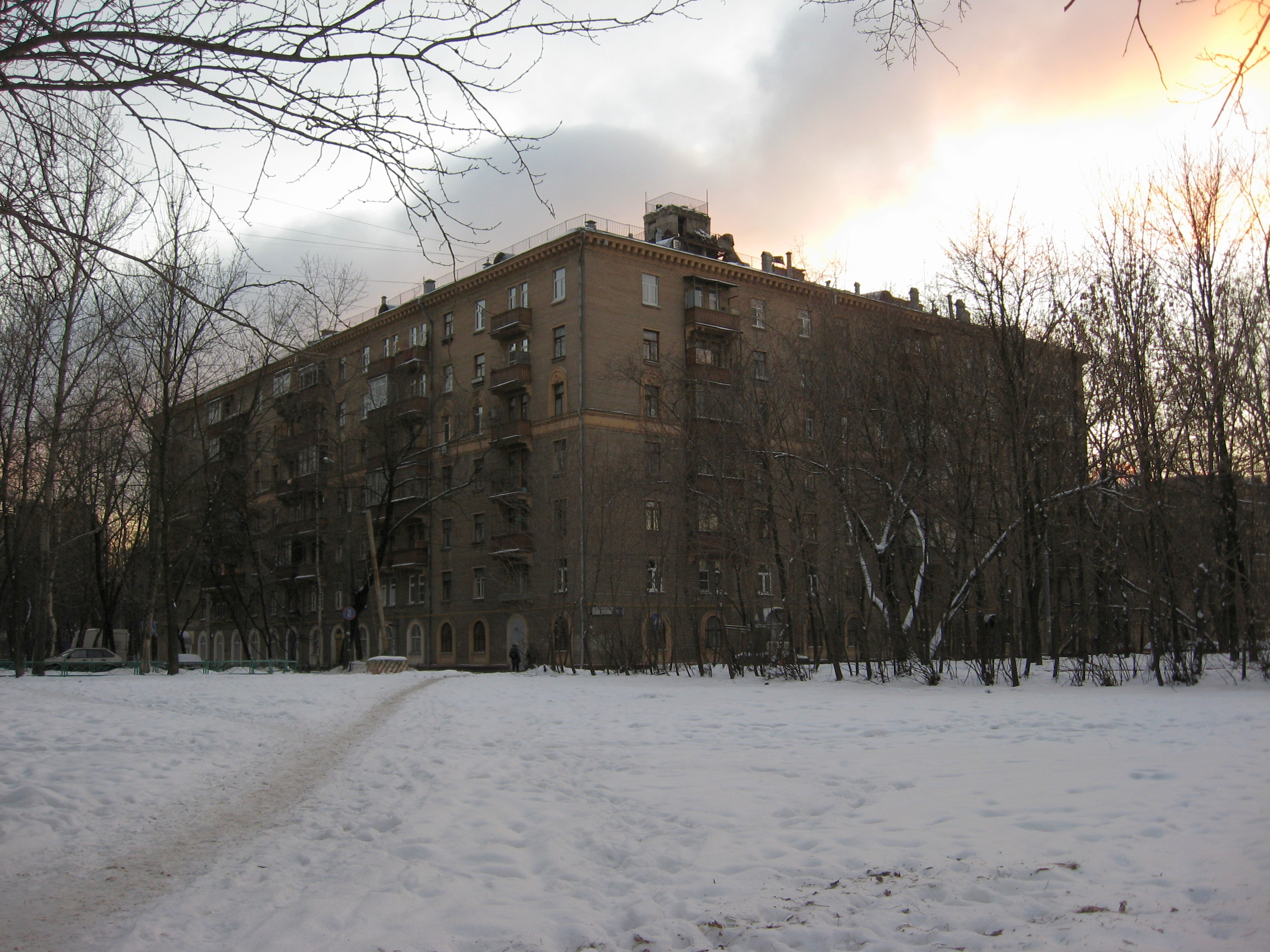
Дом 16/2 на углу Перовского шоссе и 2-й Карачаровской улицы
Памятник Ленину у дома 10 к.2 по Перовскому шоссе